# Francesco Buffoni
Francesco Buffoni (Gallarate, 15 febbraio 1882 – Gallarate, 1º febbraio 1951) è stato un avvocato e politico italiano.

## Biografia
Iscrittosi al Partito Socialista nel 1905, fu redattore e direttore dei principali giornali socialisti della zona, da "Popolo e libertà" ad "Azione Proletaria". 
Divenuto sindaco di Crenna (prima dell'unificazione di questo Comune con Gallarate), portò progressivamente la sezione gallaratese su posizioni massimaliste ottenendo un crescente successo elettorale che consentì, nel dopoguerra, la vittoria socialista alle elezioni comunali. 
Nel 1919 fu eletto per la prima volta in Parlamento e, nell'ambito di un'intensa attività pubblicistica, fondò il periodico "La lotta di classe" accostandosi all'esperienza sovietica: avendo aderito alle posizioni di Giacinto Menotti Serrati, fu poi espulso dal partito e confluì per breve tempo nel neonato PCdI, collaborando anche con L'Unità. 
Duramente colpito dalla violenza fascista, espatriò illegalmente in Svizzera e di lì in Francia. Nel 1927 ritornò nelle file del PSI. 
Rientrò in Italia durante la Seconda guerra mondiale e nel dopoguerra fu eletto sindaco di Gallarate, deputato costituente e poi senatore della Repubblica. 
Era il nonno di Andrea Buffoni.